# رتبه‌بندی دانشگاه‌های آمریکا
|  |

ایالات متحده از کشورهایی است که سیستم دانشگاهی پیشرفته‌ای دارند. به‌طوری‌که از سیستم دانشگاه‌های تحقیقاتی آمریکا امروزه توسط بسیاری از کشورها الگوبرداری شده‌است.

## در میان دانشگاه‌های جهان
موسسات آموزش عالی آمریکا در رده‌بندی دانشگاه‌های جهانی حضور پر تعدادتری نسبت به موسسات کشورهای دیگر دارد. به‌طور نمونه می‌توان به رده بندی‌های زیر در این باب اشاره نمود:
- از بیست دانشگاه برتر جهان در رتبه‌بندی‌های جهانی مؤسسه SJTU چین، ۱۷ دانشگاه،[۳]
- از بیست دانشگاه برتر جهان در رتبه‌بندی‌های جهانی روزنامه تایمز لندن، ۱۳ دانشگاه،[۴]
- از بیست دانشگاه برتر جهان در رتبه‌بندی‌های جهانی نشریه نیوزویک، ۱۵ دانشگاه،[۵]
- از بیست دانشگاه برتر جهان در رتبه‌بندی‌های جهانی مؤسسه École de Mines فرانسه، ۱۰ دانشگاه،[۶]
- از بیست دانشگاه برتر جهان در رتبه‌بندی‌های جهانی مؤسسه Wuhan چین، ۱۷ دانشگاه،[۷]
- و از بیست دانشگاه برتر جهان در رتبه‌بندی‌های جهانی وبومتریکس، ۲۰ دانشگاه متعلق به ایالات متحده هستند.

## جوایز نوبل

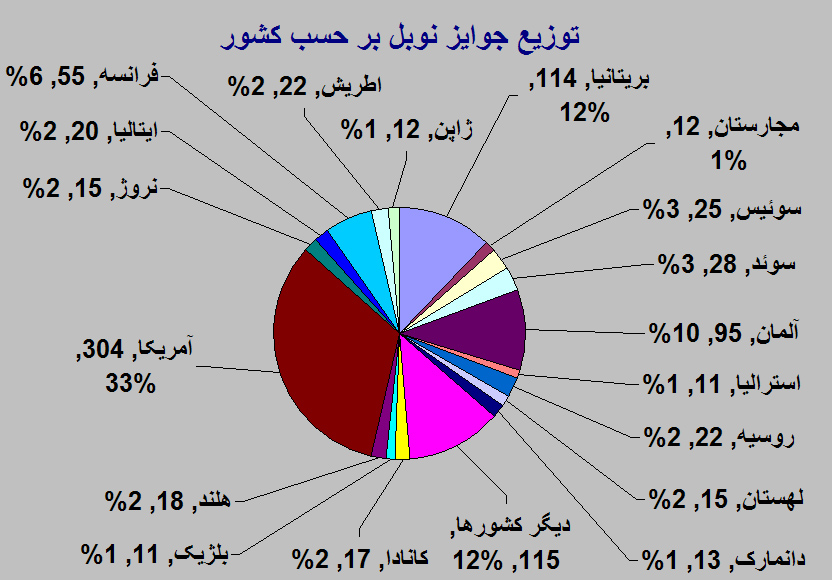
تعداد برندگان و سهم جوایز نوبل هر کشور تا سال ۲۰۰۷.

از طرف دیگر، آمریکا همچنین رتبه نخست تعداد مقالات علمی چاپ شده، و نیز با داشتن ۱۶۰ برنده جایزه نوبل بیشترین تعداد افتخارات نوبلیست را در دانشگاه‌های خود در اختیار دارد. به‌طور مثال دانشگاه شیکاگو ۷۹ برنده جایزه نوبل تولید یا در استخدام داشته‌است. در دانشگاه کلمبیا این تعداد ۸۲ نفر است. دانشگاه هاروارد ۷۸ برنده، انستیتوی تکنولوژی ماساچوست ۶۳ برنده نفر نوبلیست در لیست افتخارات خود دارند.

## طریقه رتبه‌بندی دانشگاه‌های آمریکا
رتبه‌بندی دانشگاه‌ها و موسسات آموزش عالی آمریکا بر اساس پارامترهای مختلفی انجام می‌گیرد. رتبه‌بندی‌ها می‌تواند براساس کیفیت برخی شاخص‌های موجود انجام شود. از جملهٔ این شاخص‌ها می‌توان به آمارهای تجربی، برآوردهای مربوط به مدرسین و اساتید، بورسیه‌ها، دانشجویان، داوطلبان ورود به دانشگاه و برخی دیگر اشاره کرد. برخی از رتبه‌بندی‌ها هم هستند که بر اساس نحوهٔ پذیرش و ورود دانشجویان به دانشگاه صورت می‌گیرد. به‌طور نمونه یک تحقیق در دانشگاه کرنل نشان می‌دهد که رتبه‌بندی دانشگاه‌های در ایالات متحده به صورت معناداری تحت تأثیر سیستم پذیرش دانشجوست ولی در رتبه‌بندی NRC تعدد نشریات و مقالات رتبهٔ دانشگاه‌ها را تعیین می‌کند.
علاوه بر رتبه‌بندی موسسات، برخی رتبه‌بندی‌های دیگری هم وجود دارد که برای برنامه‌های آموزشی، دپارتمان‌ها و مدارس صورت می‌گیرد. رتبه‌بندی‌ها بر اساس جهت‌دهی برخی مجلات و روزنامه‌ها و گاهی هم توسط دانشگاهیان و فرهنگیان انجام می‌گیرد.

## رتبه‌بندی‌های موسسات متفاوت
موسسات متعددی در آمریکا رتبه‌بندی دانشگاه‌های آمریکا را انجام می‌دهند که مهم‌ترین آنان در ذیل قید گردیده‌اند.

### نشریهٔ U.S. News & World Report
نشریهٔ U.S. News & World Report، هر ساله لیستی از برترین دانشگاه‌های آمریکا منتشر می‌کند که رتبه دانشگاه‌های برتر آمریکا (سال ۲۰۱۵) در آن چنین آمده‌است:
رتبه کلی با احتساب موسسات خصوصی
| دانشگاه                     | ایالت           | رتبه کلی در سال ۲۰۱۷ |
| --------------------------- | --------------- | -------------------- |
| دانشگاه پرینستون            | نیوجرسی         | ۱                    |
| دانشگاه هاروارد             | ماساچوست        | ۲                    |
| دانشگاه ییل                 | کنتیکت          | ۳                    |
| دانشگاه کلمبیا              | نیویورک         | ۴                    |
| دانشگاه استنفورد            | کالیفرنیا       | ۴                    |
| دانشگاه شیکاگو              | ایلینوی         | ۴                    |
| ام آی تی                    | ماساچوست        | ۷                    |
| دانشگاه دوک                 | کارولینای شمالی | ۸                    |
| دانشگاه پنسیلوانیا          | پنسیلوانیا      | ۸                    |
| کلتک                        | کالیفرنیا       | ۱۰                   |
| کالج دارتموث                | نیوهمپشر        | ۱۱                   |
| دانشگاه جانز هاپکینز        | مریلند          | ۱۲                   |
| دانشگاه نورث وسترن          | ایلینوی         | ۱۳                   |
| دانشگاه واشینگتن در سن‌لوئیس | میسوری          | ۱۴                   |
| دانشگاه کرنل                | نیویورک         | ۱۵                   |

### رتبه‌بندی نشریه تایمز
نشریه تایمز هر ساله فهرستی از برترین دانشگاه‌های جهان ارائه می‌دهد که وضعیت دانشگاه‌های آمریکا (سال ۲۰۱۷) در آن به شرح زیر است:
رتبه دانشگاه‌های آمریکا
| دانشگاه            | ایالت      | رتبه کلی در سال ۲۰۱۷ |
| ------------------ | ---------- | -------------------- |
| دانشگاه هاروارد    | ماساچوست   | ۱                    |
| دانشگاه کلمبیا     | نیویورک    | ۲                    |
| دانشگاه استنفورد   | کالیفرنیا  | ۳                    |
| دانشگاه ام آی تی   | ماساچوست   | ۴                    |
| دانشگاه پرینستون   | نیوجرسی    | ۵                    |
| دانشگاه کرنل       | کرنل       | ۶                    |
| دانشگاه ییل        | کانکتیکت   | ۷                    |
| دانشگاه شیکاگو     | ایلینوی    | ۸                    |
| دانشگاه پنسیلوانیا | پنسیلوانیا | ۹                    |
| دانشگاه کلمبیا     | نیویورک    | ۱۰                   |

### رتبه‌بندی Washington Monthly
رتبه‌بندی نشریه Washington Monthly
| دانشگاه                        | ایالت           | رتبه کلی در سال ۲۰۱۲ |
| ------------------------------ | --------------- | -------------------- |
| دانشگاه هاروارد                | ماساچوست        | ۱                    |
| دانشگاه ییل                    | کنتیکت          | ۲                    |
| دانشگاه کلتک                   | کالیفرنیا       | ۳                    |
| دانشگاه استنفورد               | کالیفرنیا       | ۴                    |
| دانشگاه تگزاس A&M              | تگزاس           | ۵                    |
| دانشگاه ایالتی کارولینای جنوبی | کارولینای جنوبی | ۶                    |
| دانشگاه پنسیلوانیا             | پنسیلوانیا      | ۷                    |
| دانشگاه ویرجینیا               | ویرجینیا        | ۸                    |
| دانشگاه تگزاس در آستین         | تگزاس           | ۹                    |
| دانشگاه کالیفرنیا در دیویس     | کالیفرنیا       | ۱۰                   |

### رتبه‌بندی MUP
رتبه‌بندی پژوهشی مرکز سنجش عملکرد پژوهشی دانشگاه‌های آمریکا (به انگلیسی: The Center for Measuring University Performance) در سال ۲۰۱۲:
| دانشگاه            | ایالت           | رتبه کلی در سال ۲۰۰۹ |
| ------------------ | --------------- | -------------------- |
| دانشگاه کلمبیا     | ایالت نیویورک   | ۱                    |
| ام آی تی           | ماساچوست        | ۱                    |
| دانشگاه استنفورد   | کالیفرنیا       | ۱                    |
| دانشگاه هاروارد    | ماساچوست        | ۴                    |
| دانشگاه پنسیلوانیا | پنسیلوانیا      | ۴                    |
| دانشگاه ویرجینیا   | ویرجینیا        | ۴                    |
| دانشگاه دوک        | کارولینای شمالی | ۴                    |
| دانشگاه ییل        | کانتیکت         | ۸                    |
| دانشگاه جورج تاون  | واشینگتن        | ۸                    |
| دانشگاه کلتک       | کالیفرنیا       | ۸                    |
| دانشگاه براون      | نیوهمپشایر      | ۸                    |
| یو سی ال ای        | کالیفرنیا       | ۸                    |

### رتبه‌بندی FSPI
رتبه‌بندی شاخص تولید اساتید هیئت علمی (به انگلیسی: Faculty Scholarly Productivity Index) در سال ۲۰۰۷

### وبومتریک
رتبه‌بندی وبومتریک دانشگاه‌های دنیا توسط آزمایشگاه سایبرمتریک (CINDOC) -واحدی از انجمن ملی تحقیقات اسپانیا (CSIC)- تهیه شده‌است. این رتبه‌بندی بیش از ۴۰۰۰ دانشگاه دنیا را بر اساس اطلاعات مبتنی بر وب آن‌ها تحلیل کرده‌است.
رتبه‌بندی وبومتریک متشکل از یک پایگاه داده شامل ۱۵٬۰۰۰ دانشگاه و بیش از ۵٬۰۰۰ مرکز تحقیقاتی است. ۴٬۰۰۰ دانشگاه اول در رتبه‌بندی مشخص شده‌است، و دانشگاه‌های دیگر نیز در رنبه‌بندی‌های محلی و جزئی‌تر آمده‌است. موسسات آموزش عالی و مراکز تحقیقاتی کشورهای در حال توسعه در این روش رتبه‌بندی، با قرار دادن دستاوردهای علمی خود بر روی اینترنت می‌توانند وضعیت بهتری پیدا کنند چرا که ممکن است نسبت به دانشگاه‌های تراز اول دنیا بسیار فاصله داشته باشند اما با این روش می‌توانند وضعیت خود را بهتر نمایان کنند.
این رتبه‌بندی اولین بار در سال ۲۰۰۴ انجام شد و بر اساس شاخصی مرکب از چندین پارامتر تهیه شد. این پارامترها عبارتند از حجم اطلاعات موجود بر روی وب، قابلیت دسترسی و نسبت اطلاعات منتشر شده در وب به میزان لینک‌های برگشتی خارجی آن است. این رتبه‌بندی هر ساله در دی‌ماه و تیرماه بروز می‌شود و یک مقیاس وبی برای دانشگاه‌ها و مراکز تحقیقاتی فراهم می‌آورد. این رتبه‌بندی میزان فعالیت علمی وب‌گاه‌های آموزشی را به صورت دوره‌ای نشان می‌دهد.
شاخص‌های وبومتریک به این دلیل به وجود آمده‌اند که میزان توجه موسسات را به نشر اینترنتی نشان دهد؛ بنابراین دانشگاه‌های با کیفیت آموزشی بالا ممکن است به دلیل عدم تمایل به سیاست‌های انتشار اینترنتی، در این نوع رتبه‌بندی رتبهٔ مورد انتظار خود را بدست نیاورند.
| دانشگاه                | کشور          | رتبه کلی جهانی در سال ۲۰۱۰ |
| ---------------------- | ------------- | -------------------------- |
| دانشگاه هاروارد        | ماساچوست      | ۱                          |
| ام آی تی               | ماساچوست      | ۲                          |
| دانشگاه استنفورد       | کالیفرنیا     | ۳                          |
| دانشگاه ییل            | کالیفرنیا     | ۴                          |
| دانشگاه کرنل           | ایالت نیویورک | ۵                          |
| دانشگاه براون          | نیوهمپشایر    | ۶                          |
| دانشگاه نیویورک        | مینه‌سوتا      | ۷                          |
| دانشگاه پرینستون       | نیوجرسی       | ۸                          |
| دانشگاه ویرجینیا       | ویرجینیا      | ۹                          |
| دانشگاه تگزاس در آستین | تگزاس         | ۱۰                         |

### فاکتور جِی
یکی از روش‌های رتبه‌بندی دانشگاه‌ها بر اساس وبومتریک، روش فاکتور جی (به انگلیسی: G-factor) است که تعداد پیوندهای وب‌سایت یک دانشگاه را در میان وب‌سایت دیگر دانشگاه‌ها محاسبه می‌کند. فاکتور جی در واقع میزان محبوبیت و اهمیت وب‌سایت یک دانشگاه خاص را در میان وب‌سایت‌های دانشگاه‌های دیگر نشان می‌دهد؛ بنابراین فاکتور جی حالتی از گستردگی و میزان نفوذ یک دانشگاه براساس وب‌سایت آن است.
| دانشگاه                            | ایالت      | رتبه کلی در سال ۲۰۱۲ |
| ---------------------------------- | ---------- | -------------------- |
| ام آی تی                           | ماساچوست   | ۱                    |
| دانشگاه هاروارد                    | ماساچوست   | ۲                    |
| دانشگاه ییل                        | کالیفرنیا  | ۳                    |
| دانشگاه استنفورد                   | کالیفرنیا  | ۴                    |
| دانشگاه پرینستون                   | نیوجرزی    | ۵                    |
| دانشگاه پنسیلوانیا                 | پنسیلوانیا | ۶                    |
| دانشگاه ویرجینیا                   | ویرجینیا   | ۷                    |
| دانشگاه ایلینوی در اوربانا شامپاین | ایلینوی    | ۸                    |
| دانشگاه کارنگی ملون                | پنسیلوانیا | ۹                    |
| دانشگاه راتگرز                     | نیوجرزی    | ۱۰                   |

### رتبه‌بندی عملکرد مقالات علمی
رتبه‌بندی عملکرد مقالات علمی دانشگاه‌ها یک رتبه‌بندی بر اساس روش کتاب‌سنجی است که توسط انجمن ارزیابی و ارتقادهی آموزش عالی تایوان صورت گرفته‌است. در این روش، ۹ شاخص در نظر گرفته شده‌است که عبارتند از: مقالات ۱۱ سال اخیر، مقالات کنونی، ارجاعات به کتب و مقالات در ۱۱ سال اخیر، ارجاعات به کتب و مقالات در حال حاضر، شاخص H، میزان مورد مرجع قرار گرفتن مقالات، مقالات چاپ شده در مجلات با ضریب تأثیرگذاری بالا و برتری حوزه‌های فعالیت. این نوع رتبه‌بندی با توجه به این ۹ شاخص نشان‌دهندهٔ سه معیار کارکرد مقالات علمی است: بهره‌وری تحقیقات، میزان تأثیرگذاری تحقیقات و برتری تحقیقات. در این پروژه با کمک روش کتاب‌سنجی کارکرد مقالات علمی ۵۰۰ دانشگاه برتر دنیا تحلیل و رتبه‌بندی شده‌است.
| دانشگاه                    | ایالت      | رتبه کلی در سال ۲۰۱۰ |
| -------------------------- | ---------- | -------------------- |
| دانشگاه هاروارد            | ماساچوست   | ۱                    |
| دانشگاه جانز هاپکینز       | مریلند     | ۲                    |
| دانشگاه استنفورد           | کالیفرنیا  | ۳                    |
| دانشگاه ییل                | کنتیکت     | ۴                    |
| دانشگاه کلتک               | کالیفرنیا  | ۵                    |
| دانشگاه میشیگان            | میشیگان    | ۶                    |
| ام آی تی                   | ماساچوست   | ۷                    |
| دانشگاه کالیفرنیا در برکلی | کالیفرنیا  | ۸                    |
| دانشگاه پنسیلوانیا         | پنسیلوانیا | ۹                    |
| دانشگاه کلمبیا             | نیویورک    | ۱۰                   |

### رتبه‌بندی کیپلینگر
رتبه‌بندی کیپلینگر توسط نشریه مالیهٔ کیپلینگر هر ساله از میان ۵۰۰ دانشگاه برتر آمریکا، و با در نظر گرفتن چندین شاخص، همانند نسبت تعداد استاد به دانشجو، خرج تحصیلی دانشجویان، تعداد بورس‌های موجودی، بدهی دانشجویان پس ار فارغ‌التحصیلی، و پارامترهای دیگر، دانشگاه‌های عمومی برتر آمریکا را (در مقطع کارشناسی) تحلیل و رتبه‌بندی می‌کند.
| دانشگاه                              | ایالت           | رتبه کلی در سال ۲۰۰۹ |
| ------------------------------------ | --------------- | -------------------- |
| دانشگاه کارولینای شمالی در چپل هیل   | کارولینای شمالی | ۱                    |
| دانشگاه فلوریدا                      | فلوریدا         | ۲                    |
| دانشگاه ویرجینیا                     | ویرجینیا        | ۳                    |
| دانشگاه ویلیام اند ماری              | ویرجینیا        | ۴                    |
| دانشگاه ایالتی نیویورک در بینگهمتون  | ایالت نیویورک   | ۵                    |
| دانشگاه جورجیا                       | جورجیا          | ۶                    |
| دانشگاه واشینگتن                     | ایالت واشینگتن  | ۷                    |
| دانشگاه مریلند در کالج پارک          | مریلند          | ۸                    |
| دانشگاه ایالتی نیویورک - شعبهٔ گنیسیو | ایالت نیویورک   | ۹                    |
| دانشگاه ایالتی کارولینای شمالی       | کارولینای شمالی | ۱۰                   |

### رتبه‌بندی پارتی پلیبوی
رتبه‌بندی پلیبوی توسط نشریه پلیبوی هر ساله با در نظر گرفتن چندین شاخص در رابطه با محیط مسرت بخش به صورت کل و فعالیت‌های تفریحی دانشجویان، دانشگاه‌های آمریکا را رتبه‌بندی می‌کند.
| دانشگاه                         | ایالت           | رتبه کلی در سال ۲۰۱۰ |
| ------------------------------- | --------------- | -------------------- |
| دانشگاه تگزاس در آستین          | تگزاس           | ۱                    |
| دانشگاه ویرجینیای غربی          | ویرجینیای غربی  | ۲                    |
| دانشگاه ویسکانسین-مدیسون        | ویسکانسین       | ۳                    |
| دانشگاه میامی                   | فلوریدا         | ۴                    |
| دانشگاه کارولینای شرقی          | کارولینای شمالی | ۵                    |
| دانشگاه ایالتی آریزونا          | آریزونا         | ۶                    |
| کالج رالینز                     | فلوریدا         | ۷                    |
| دانشگاه کالیفرنیا، سنتا باربارا | کالیفرنیا       | ۸                    |
| دانشگاه ایالتی پلیموت           | نیوهمپشر        | ۹                    |
| دانشگاه آیووا                   | آیووا           | ۱۰                   |

### رتبه‌بندی نشریه فوربز
رتبه‌بندی فوربز توسط نشریه فوربز با در نظر گرفتن چندین شاخص در رابطه با کیفیت کلی وضع آموزشی، دانشگاه‌های آمریکا را رتبه‌بندی کرده.
| دانشگاه                                | ایالت     | رتبه کلی در سال ۲۰۰۹ |
| -------------------------------------- | --------- | -------------------- |
| آکادمی نظامی وست‌پوینت                  | نیویورک   | ۱                    |
| دانشگاه پرینستون                       | نیوجرزی   | ۲                    |
| کلتک                                   | کالیفرنیا | ۳                    |
| کالج ویلیامز                           | ماساچوست  | ۴                    |
| دانشگاه هاروارد                        | ماساچوست  | ۵                    |
| کالج ولزلی                             | ماساچوست  | ۶                    |
| آکادمی نیروی هوایی ایالات متحده آمریکا | کلرادو    | ۷                    |
| کالج امهرست                            | ماساچوست  | ۸                    |
| دانشگاه ییل                            | کنتیکت    | ۹                    |
| دانشگاه استنفورد                       | کالیفرنیا | ۱۰                   |